# Peckelshof
Peckelshof (lb. Peckelshaff) – mała miejscowość (lieu-dit) w środkowym Luksemburgu, w kantonie Redange, w gminie Vichten. Do 3 października 2015 miejscowość leżała w dystrykcie Diekirch.  